# Trezie (Star Trek: Voyager)
„Trezie” (titlu original: „Waking Moments”) este al 13-lea episod din al patrulea sezon al serialului TV american științifico-fantastic Star Trek: Voyager și al 81-lea în total. A avut premiera la 14 ianuarie 1998 pe canalul UPN.

## Prezentare
Echipajul navei Voyager începe să aibă vise din care nu se pot trezi, iar  Chakotay este singurul care-i poate salva.

## Actori ocazionali
- Mark Colson - Dream Alien
- Jennifer Grundy - Ensign